# Chiesa dei Catecumeni
La chiesa di San Giovanni Battista ai Catecumeni comunemente chiamata dei Catecumeni è un edificio religioso di Venezia situato nel sestiere di Dorsoduro.

## Storia
Nel 1557 il governo della Repubblica di Venezia deliberò l'istituzione di un ricovero per tutti i prigionieri di guerra o schiavi di fede non cristiana che scegliessero di affrancarsi dalla loro condizione convertendosi al cattolicesimo e per questo detti catecumeni. Le prime sedi furono individuate nel sestiere di Cannaregio ma si rivelarono presto insufficienti, soprattutto dopo il 1571 quando il numero di prigionieri convertiti presenti in città aumentò considerevolmente in seguito alla battaglia di Lepanto. Fu quindi assegnata un'area apposita nei pressi della Dogana da mar dove oltre agli alloggi per i catecumeni venne edificato anche un oratorio dedicato a san Giovanni Battista.
Nel 1727 l'architetto  Giorgio Massari ricevette l'incarico di costruire una nuova chiesa in sostituzione dell'oratorio divenuto insufficiente. Il nuovo edificio sarebbe sorto con la facciata rivolta verso il canale, ora interrato, dei Catecumeni.
Durante il XIX secolo la chiesa venne annessa come oratorio privato all'adiacente convento delle suore salesie di cui tuttora fa parte.

## Descrizione
La facciata, molto semplice, è in pietra d'Istria ed è composta da un portale sormontato da un rosone circolare. Completano la facciata due lesene laterali che sorreggono il timpano.
L'interno è a navata unica e, durante il XIX secolo, è stato parzialmente spogliato di alcuni arredi. L'altare è decorato con una pala di Leandro Bassano raffigurante il Battesimo di Gesù.